# خس‌رع‌پرت
| S24 · z | ra · Z1 | r · a | pr&r&t | U13 · N33A |

| S24 · z | ra · Z1 | r · a | pr&r&t | U13 · N33A |

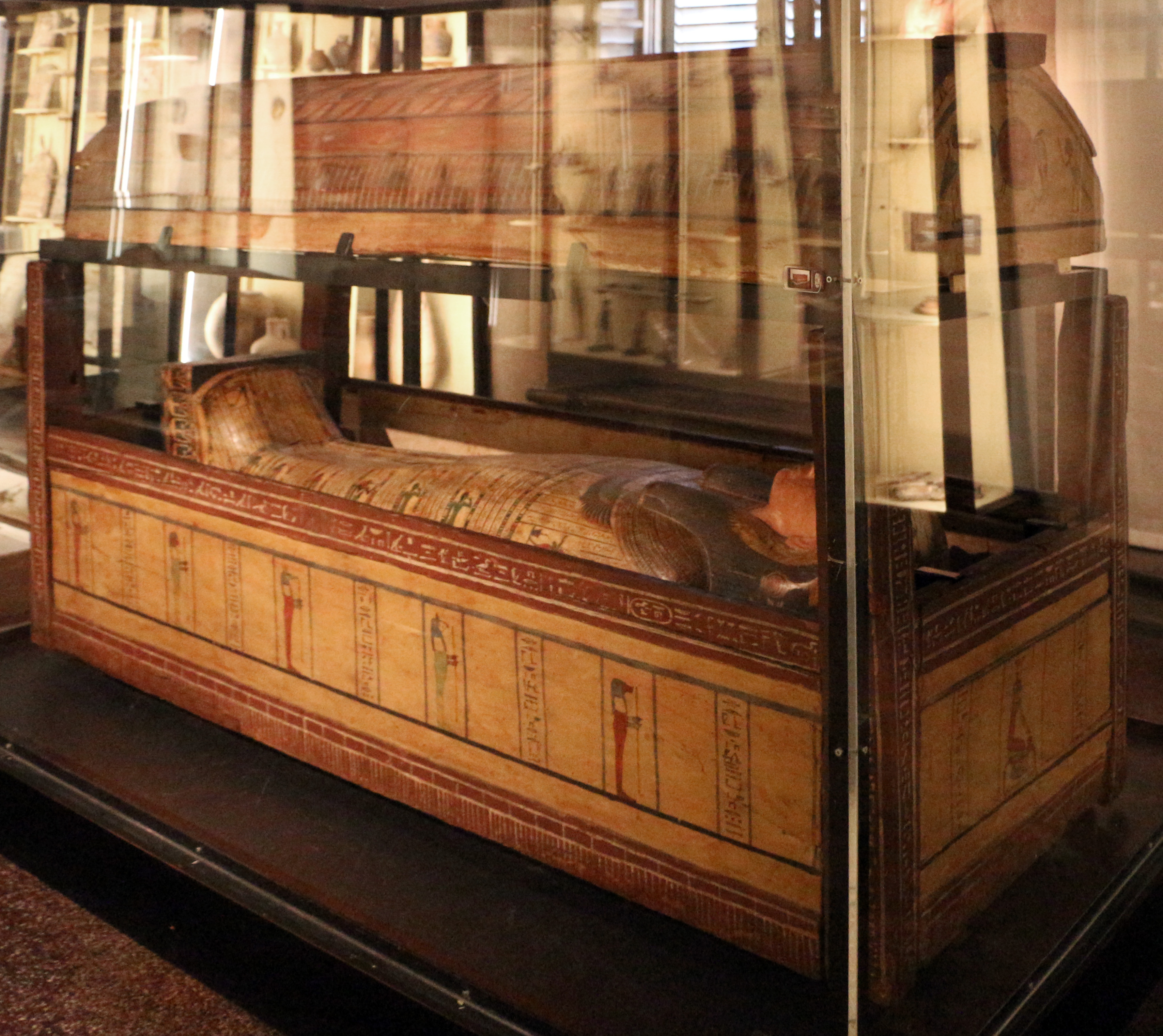
دو تابوت خس‌رع‌پرت در اتاق هشتم موزه ملی باستان شناسی فلورانس

خس‌رع‌پرت (انگلیسی: Tjesraperet؛ ‏ ṯs-rˁ-pr.t,؛ ‏ معنای تحت‌اللفظی: «باشد که رع فرزندی عطا کند») دایهٔ یکی از دختران پادشاه نوبه به نام تهارقا بود. او عمدتاً به خاطر محل دفنش که دست‌نخورده کشف شد، شناخته شده است.
مقبرهٔ خس‌رع‌پرت در ۲۰ مه ۱۸۲۹ در تِبِس توسط هیأتی به سرپرستی ژان-فرانسوا شامپولیون و ایپولیتو روسلینی کشف شد. این مقبره نه تنها شامل مومیایی خود او بود، بلکه محل دفن فردی دیگر هم بود که که احتمالاً همسرش . جدخنسوئف‌عنخ بود که مقام رسمی «پدر خدای آمون» و «لسونیس معبد خنسو» داشت. (لسونیس: کشیش اداری) خس‌رع‌پرت همچنین بانوی خانه و دایهٔ یکی از دختران تهارقا بود. نام دختر تهارقا مشخص نیست. بیشتر اشیای کشف‌شده به ایتالیا منتقل شده و اکنون در «موزه باستان‌شناسی ملی فلورانس» نگهداری می‌شوند. این مقبره در دوران آغازین علم باستان‌شناسی کشف شد و از همین رو، ثبت و انتشار اطلاعات آن بسیار مختصر بوده و امروزه بازسازی دقیق محتوای اصلی آن با مشکل مواجه است.
اشیای شناخته‌شده از این مقبره عبارت‌اند از: تابوت بیرونی به شکل جعبه متعلق به خس‌رع‌پرت، تابوت داخلی انسان‌نما و قطعه‌ای از تابوت دوم انسان‌نمای او، سنگ یادبود جدخنسوئف‌عنخ با پیکره‌های زراندود، آینه به همراه جعبهٔ آن، ظرف سرمه به همراه چوب مخصوص آن. این اشیا اکنون همگی در فلورانس هستند. برخی دیگر از اشیا به فرانسه منتقل شده‌اند، از جمله سنگ یادبود خس‌رع‌پرت که اکنون در موزه لوور نگهداری می‌شود، و پیکره‌ای از پتاح-سوکار-اوزیریس به نام او که در موزه هنرهای زیبا دیژون شناسایی شده است. دیگر آثار کشف‌شده از مقبره در مقالات قدیمی توصیف شده‌اند، اما هنوز در هیچ مجموعهٔ مدرنی شناسایی نشده‌اند و ممکن است هنوز در مصر باقی مانده باشند: یک سبد شامل تخم‌مرغ، یک ظرف سفالی پر از غلات، تابوت جدخنسوئف‌عنخ، چهار کوزهٔ کانوپی، یک مجسمهٔ دیگر از پتاح-سوکار-اوزیریس، سه جعبه سفالی حاوی اوشابتی، پیکره‌ای از یک شغال و تندیس‌هایی از شاهین.